# Града (Бердичівський район)
Града (до 2016 — Чу́барівка) — село в Україні, в Андрушівській міській територіальній громаді Бердичівського району Житомирської області. Населення становить 41 особу (2001).

## Історія
Станом на 1 жовтня 1941 року показане як виселок у складі Волосівської сільської ради Андрушівського району Житомирської області. На 1 вересня 1946 року на обліку не значилося.
У радянські часи (з 1960 року) — село Чубарівка (на честь голови Ради Народних Комісарів УРСР Власа Чубаря — організатор Голодомору в Україні). 4 лютого 2016 року, постановою Верховної Ради України, село Чубарівка перейменоване на Града.
У 2020 році територію та населені пункти Волосівської сільської ради, відповідно до розпорядження Кабінету Міністрів України № 711-р від 12 червня 2020 року «Про визначення адміністративних центрів та затвердження територій територіальних громад Житомирської області», включено до складу Андрушівської міської територіальної громади Бердичівського району Житомирської області.

## Населення

### Мова
Розподіл населення за рідною мовою за даними перепису 2001 року:
| Мова       | Кількість | Відсоток |
| ---------- | --------- | -------- |
| українська | 40        | 97.56%   |
| російська  | 1         | 2.44%    |
| Усього     | 41        | 100%     |

## Галерея

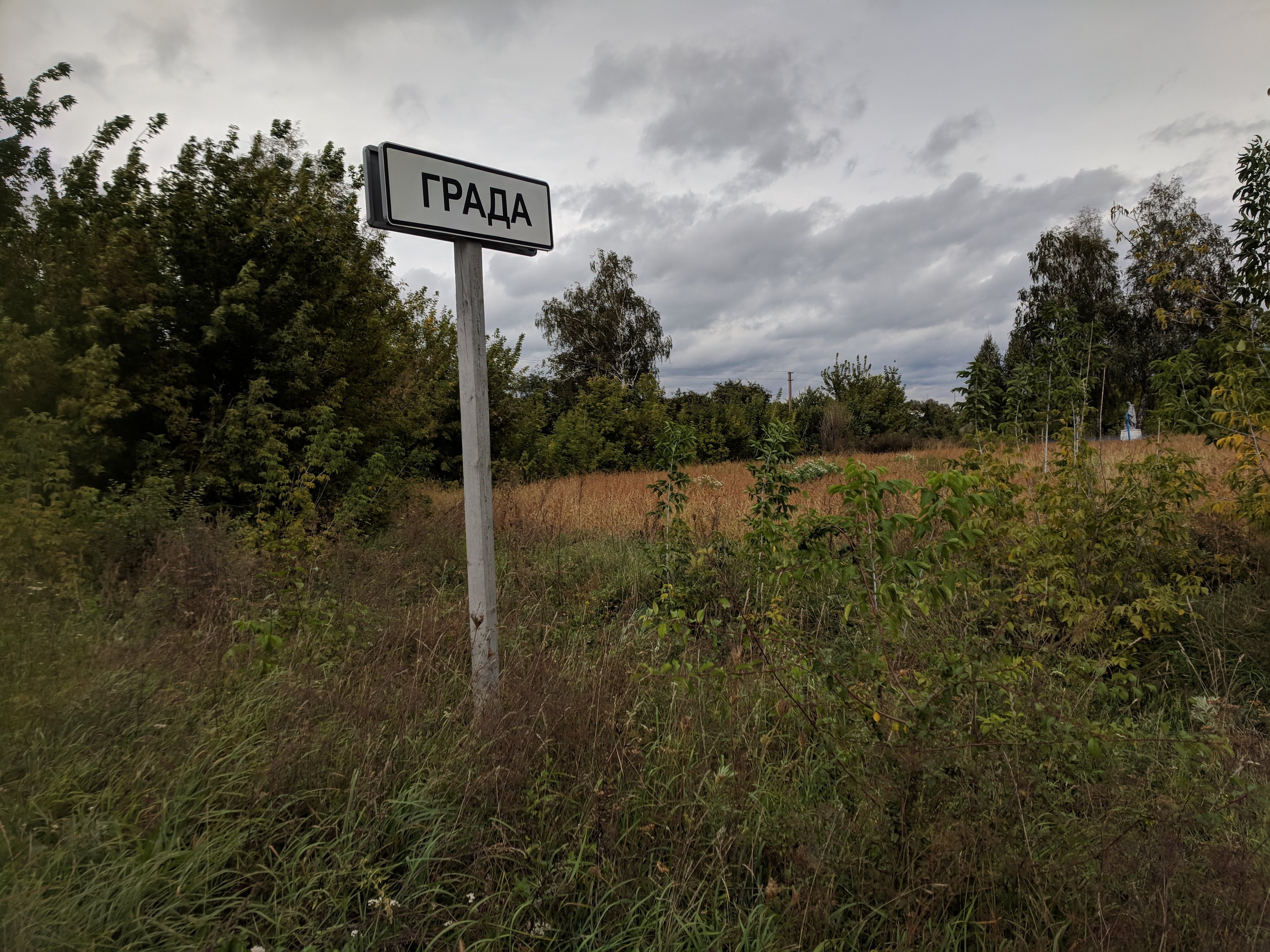
Знак із назвою села
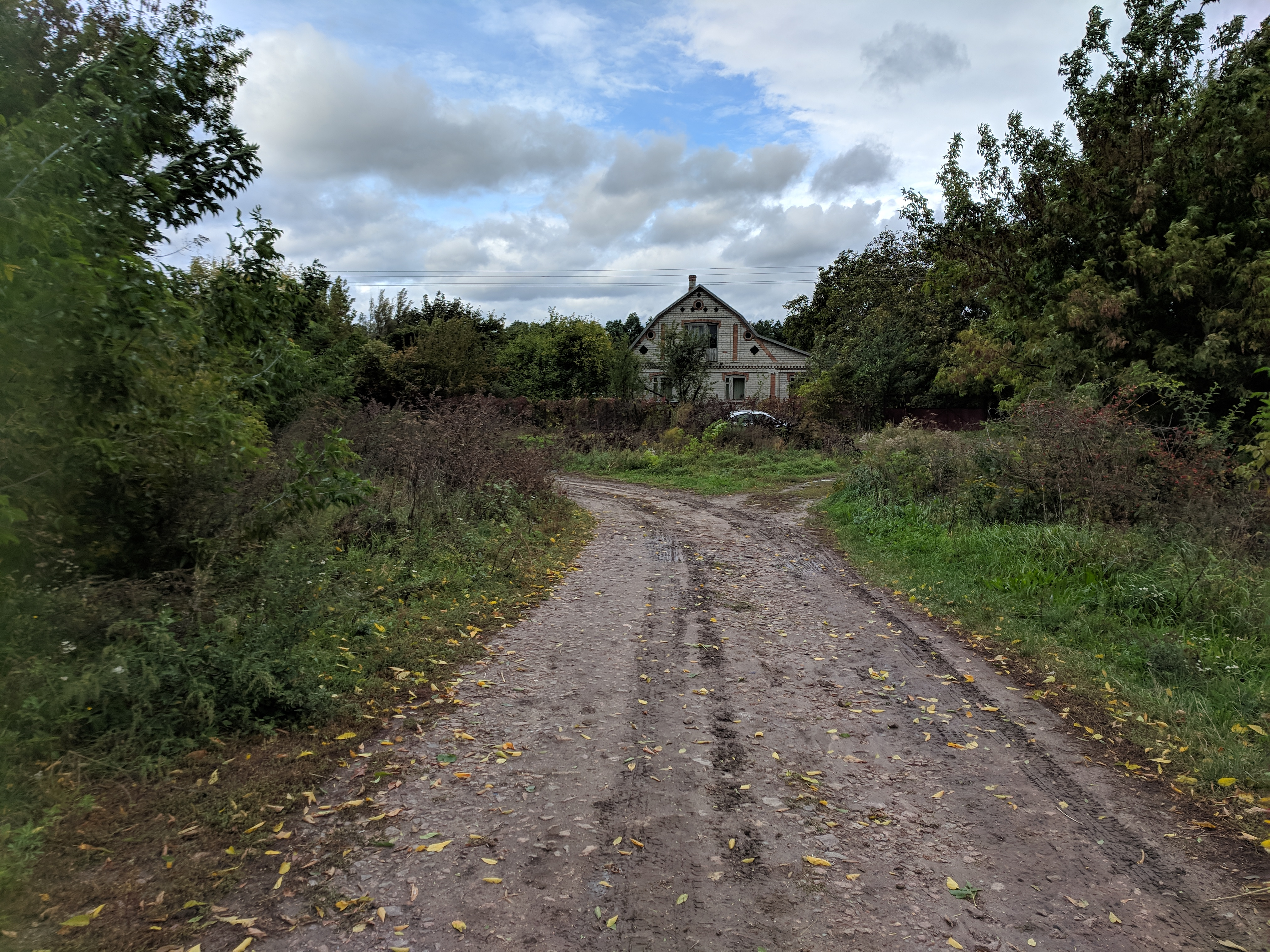
Вид на село
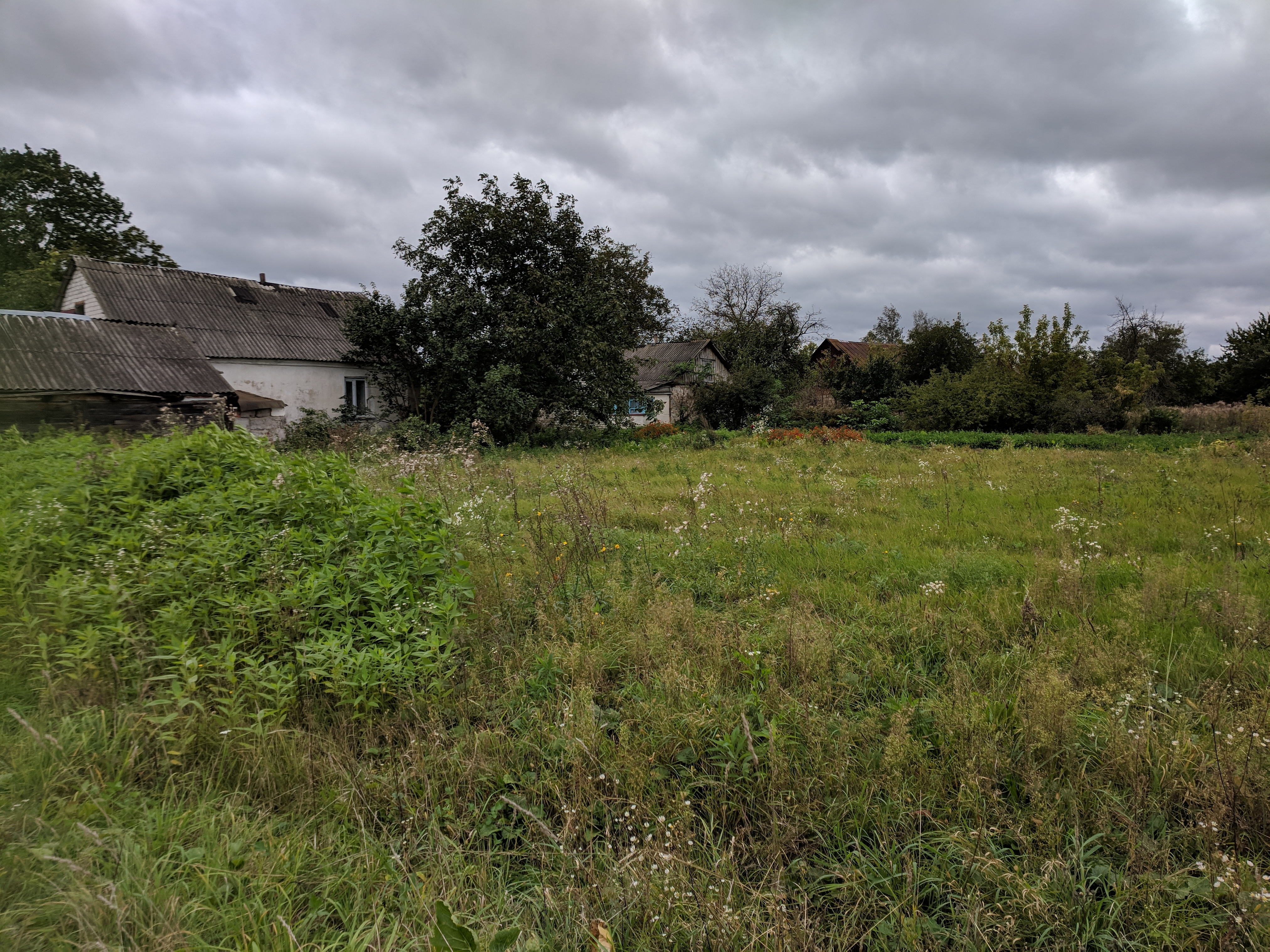
Вид на село
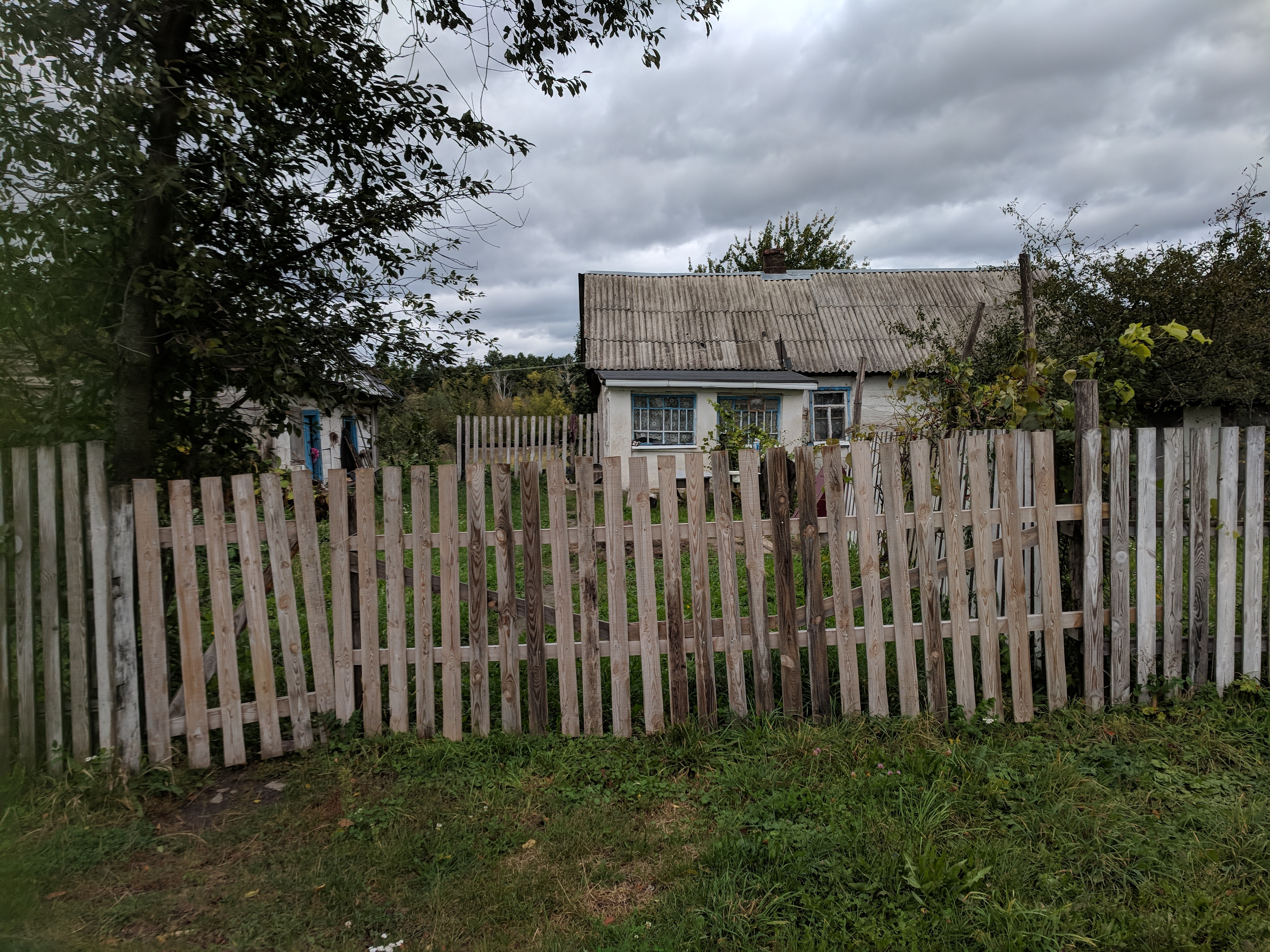
Вид на село
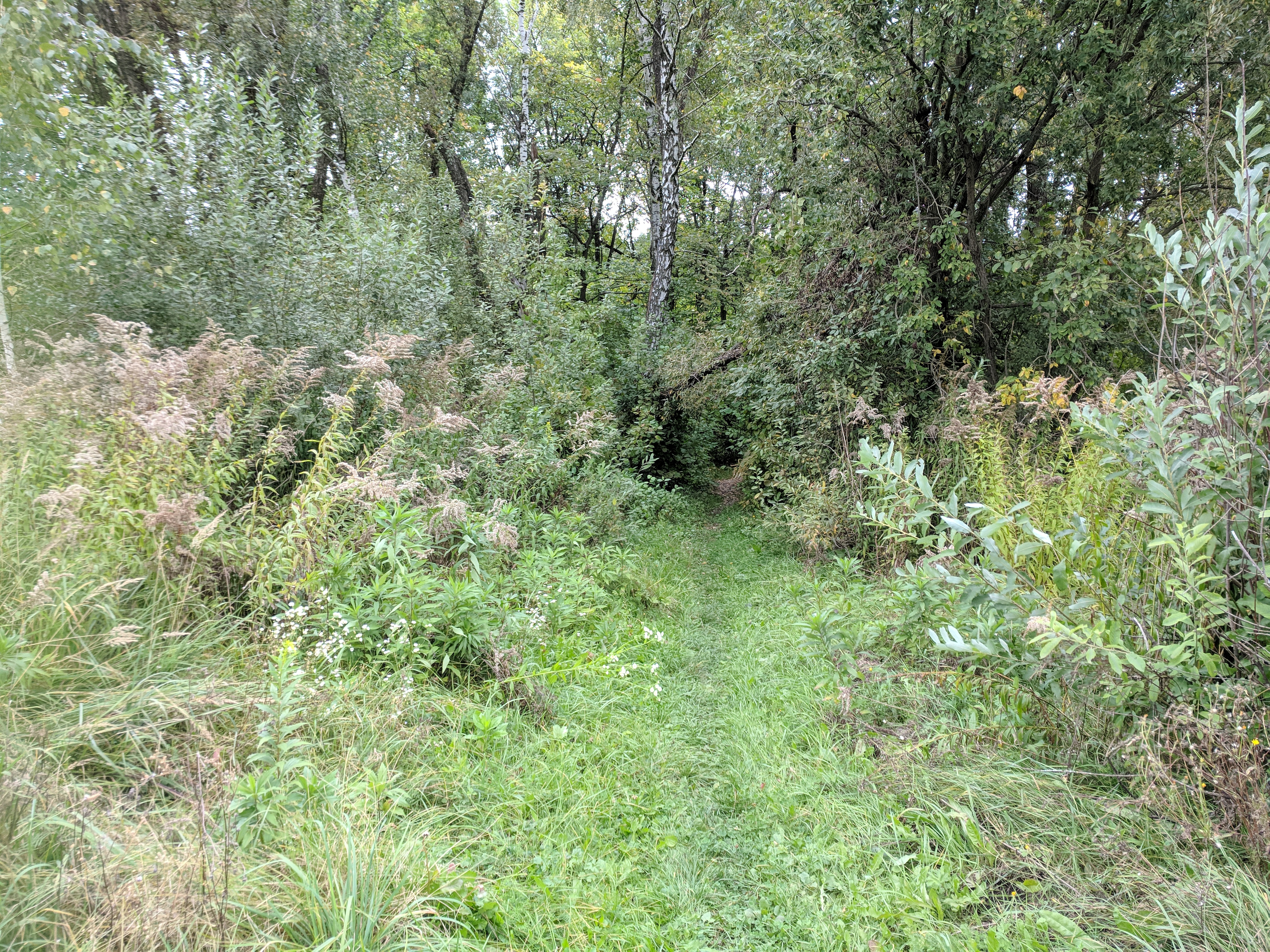
Стежка до зупинного пункту Града
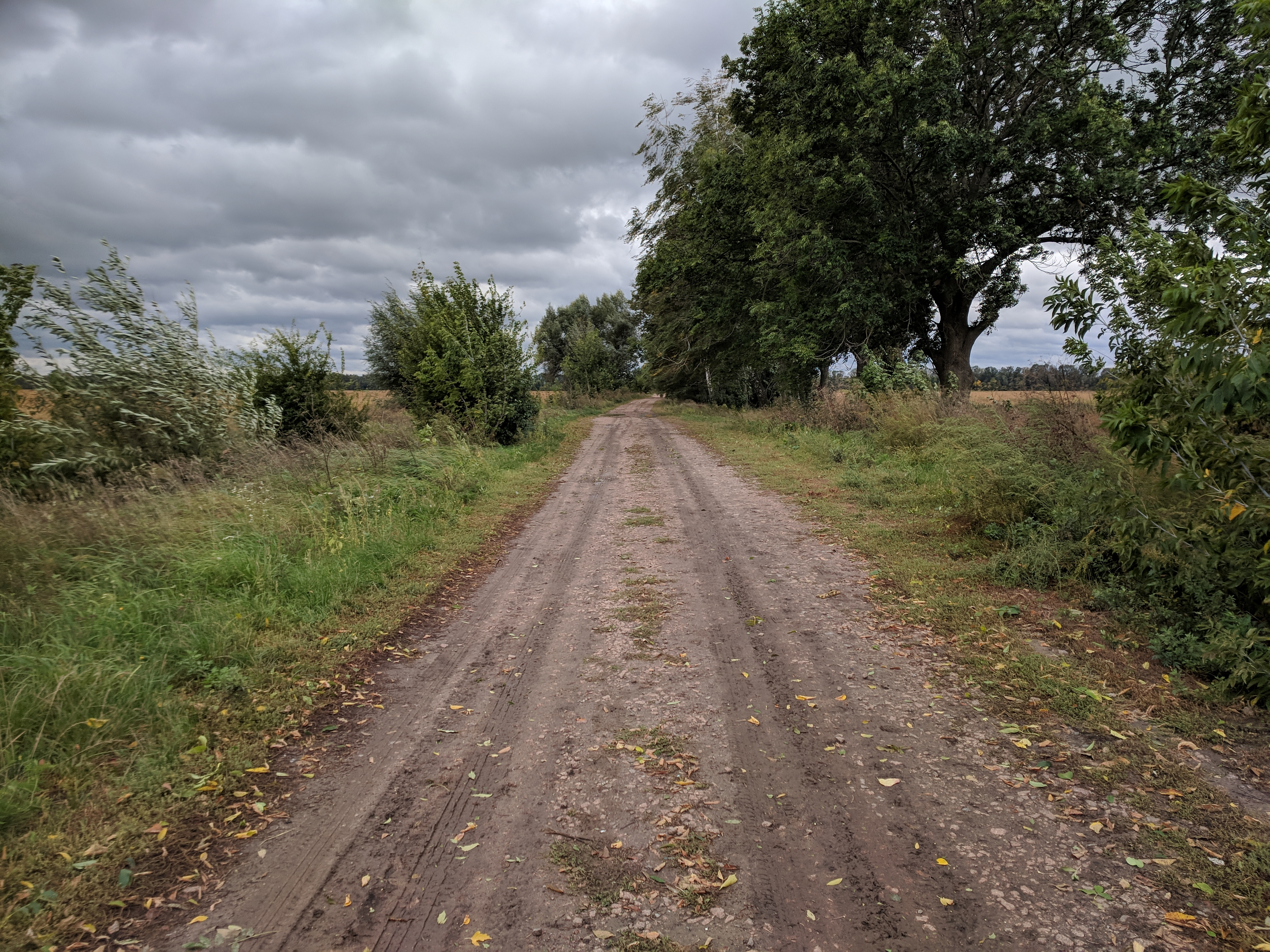
Знак із назвою села
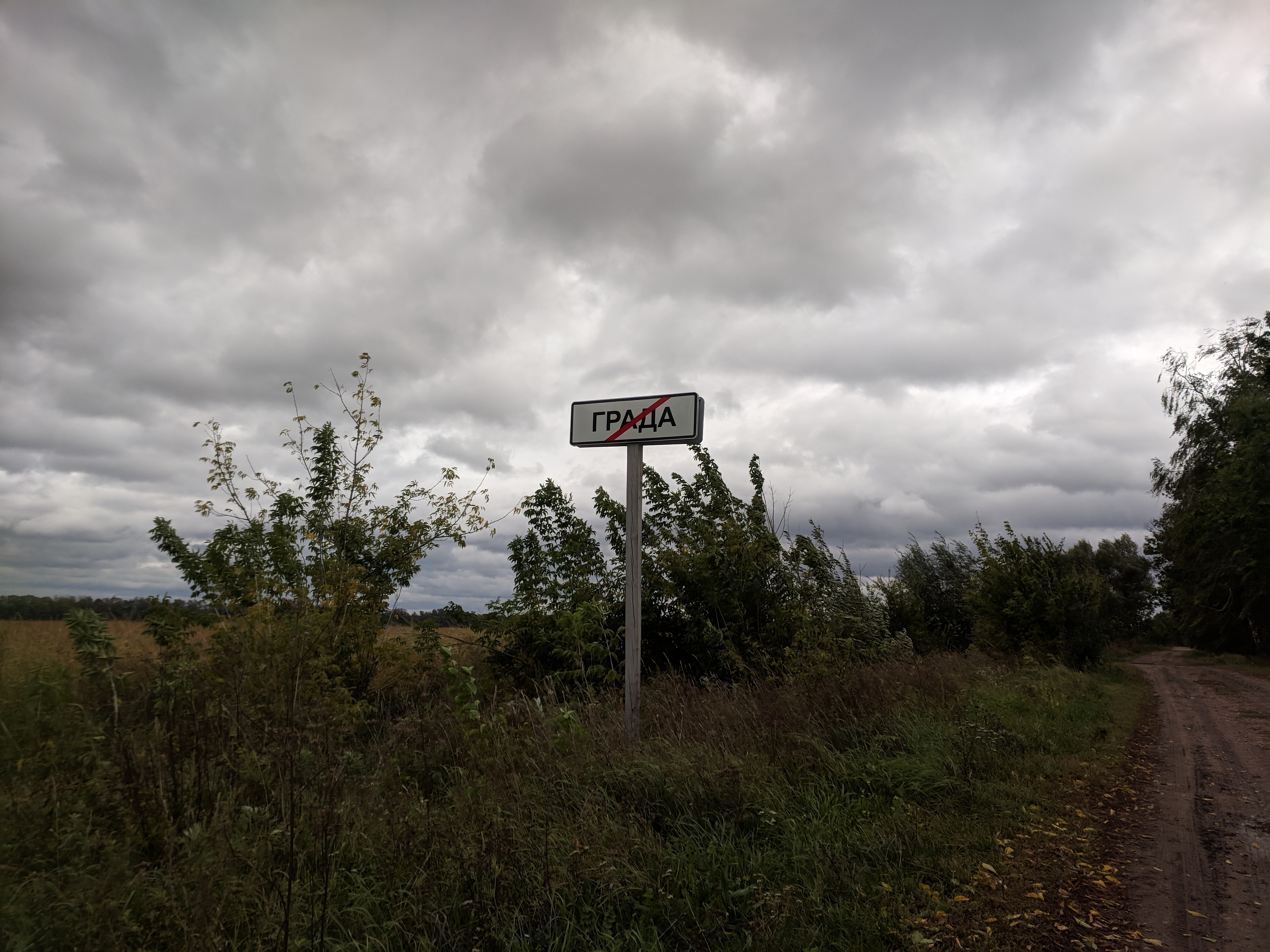
Дорога із села